# Pascal Mandart
Pascal Mandart est un footballeur français né le 10 février 1966 à Vannes (Morbihan) et mort le 24 décembre 2008 à Pietrosella (Corse-du-Sud). 
Il a été défenseur à l'US Valenciennes Anzin, au Tours FC et au Gazélec Ajaccio.

## Carrière de joueur
- 1984-1989 :  US Valenciennes-Anzin
- 1989-1992 :  Tours FC
- 1992-1994 :  Gazélec Ajaccio
- 1994-1995 :  Stade brestois